# Taurini
Taurini ili Taurisci bili su galsko keltsko-ligurijsko pleme. Izvori nisu jedinstveni o njima. Pliniju i Strabonu su stari Liguri, Liviju semigalli, a Apijanu Kelti. I danas ih se često definira kao Keltoligure. 
Nastanjavalo je prostore Cisalpinske Galije tijekom 1. tisućljeća pr. Kr. Matični kraj bili su im u gornjem porječju rijeka Pad. Prostorno to odgovara današnoj pokrajini Pijemontu. Neki klasični izvori navode da se ligursko područje protezalo i dalje u središnju italiju (Taurisci). 
Godine 225. pr. Kr. su plemena Cisalpinske Galije - Insubri, Boji i Taurini - potpomognuti gesatskim najamnicima - pokrenuli veliki pohod na Rim. Nakon početnih uspjeha protiv Rimljana, rimske postrojbe koje su vodili Lucije Emilije Pap i Gaj Atilije Regul su sustigle galsku vojsku i uništile ju. 
Taurini su često ratovali protiv plemena Insubra. Na njihovu nesreću, s tim njihovim najljućim neprijateljima savez je sklopio vojskovođa ondašnje sredozemne velesile Kartage Hanibal. Tako ih je dok je trajao drugi punski rat napao. Bilo je to 217. pr. Kr. Poslije tog povijesni ih izvori više ne bilježe. Trag se zadržao u toponimu, što je moguća naznaka da su Taurini ostali ondje. 27. pr. Kr. Oktavijan August je na području današnjeg Pijemonta osnovao rimsku koloniju Castra Taurinorum. Ista je poslije promijenila ime u Julia Augusta Taurinorum. Ta je kolonija preteča današnjeg Torina.